# École municipale d'Arts plastiques de Nice
L'École municipale d'Arts plastiques de Nice (EMAP), également appelée Villa Thiole, est une école située à Nice et consacrée à l'apprentissage des arts plastiques.

## Description
L'école d'art dite Villa Thiole a été fondée le 26 novembre 1823 par Paul-Émile Barberi. D'abord école de dessin d’ornementation et d’architecture, elle devient Fondation Hercule Trachel en 1903, puis "École Municipale d’Arts Plastiques" en avril 1908,. L'établissement a hébergé le Conservatoire à rayonnement régional de Nice (dénomination actuelle mais à l'époque École municipale de Musique) de 1923 à 1949.
Il s'agissait au tout début de l'ancienne villa Thiole construite en 1849 par le Major Général Nicolas Thiole (1790 / 1865) donnant directement sur l'actuelle avenue Malausséna (à l'époque Chemin de Gairaut), démolie en 1965. À sa place exacte, aujourd'hui, est le Jardin Thiole. Les bâtiments actuels de l'école de dessin Villa Thiole ont été construits en retrait à proximité, sur la droite, en 1963. C'est après l'achat de la villa par la ville en 1921 que les bâtiments furent affectés à l'école de dessin de Barberi, soit en 1924.

## Directeurs, directrices
- 1re directrice : Fanny Trachel

- Emma Ségur-Dalloni (1944 /1960)

- X Granjon (1960 / 1972)

- Claire Mailley (1972 / ?)

## Artistes de l'école
- Rebecca Dayan
- Éric Piedoie Le Tiec (1983 / 1984)
- Patrick Lanneau
- Christophe Girard
- Stéphane Cipre
- Binelde Hyrcan
- Alexandre Mari (1897 / 1899)
- Armand Dutertre (1915 / 1930)

Plus spécialement :
- Bernar Venet (1958)
- Raymond Moretti (1947)
- Cyril de La Patellière (1966 / 1967)
- Antoniucci Volti (1927 / 1928)